# Cybaeus signifer
Espèce
Cybaeus signifer est une espèce d'araignées aranéomorphes de la famille des Cybaeidae.

## Distribution
Cette espèce se rencontre aux États-Unis en Californie, en Oregon, au Washington et  en Alaska et au Canada en Colombie-Britannique,.

## Description
Les mâles mesurent de 7 à 10 mm et les femelles de 10 à 12 mm.

## Publication originale
- Simon, 1886 : Descriptions de quelques espèces nouvelles de la famille des Agelenidae. Annales de la Société entomologique de Belgique, vol. 30, p. 56-61 (texte intégral).